# برنارد ويلسون
برنارد ويلسون هو ملاكم غرينادي، مثّل بلاده في الألعاب الأولمبية الصيفية 1984.

## روابط خارجية
برنارد ويلسون على موقع أوليمبيديا (الإنجليزية)